# Мюкке
Мюкке (нім. Mücke) — громада в Німеччині, у федеральній землі Гессен. Підпорядковується адміністративному округу Гіссен. Входить до складу району Фогельсберг.
Площа — 86,24 км². Населення становить 9369 ос. (станом на 31 грудня 2020).

## Географія

### Адміністративний поділ
Громада  складається з 12 районів:
- Атценгайн
- Бернсфельд
- Флензунген
- Грос-Айхен
- Геккерсдорф
- Ільсдорф
- Мерлау
- Нідер-Омен
- Обер-Омен
- Руппертенрод
- Зелльнрод
- Веттзаазен